# Minnaertgebouw
Het Minnaertgebouw is een campusgebouw van de Universiteit Utrecht in de Nederlandse stad Utrecht. Het gebouw is gelegen in de wijk de Uithof. Het gebouw is genoemd naar de Belgische astronoom Marcel Minnaert, een pionier van het spectroscopisch onderzoek van de Zon. De oplevering was in 1997 en het herbergt de faculteiten Bèta- en Geowetenschappen.

## Architectuur
Het gebouw heeft een opvallende terracotta-rode buitenkant en de opgespoten betonnen gevel doet denken aan de schubben van een hagedis. De enorme letters die de naam "Minnaert" vormen, doen dienst als dragende zuilen. Het gebouw was voorzien van een lekkend dak. Het regenwater sijpelde door het plafond naar beneden en werd met trechters opgevangen in een binnenvijver. Lengte van de vijver was 50 meter en breedte was afhankelijk van de hoeveelheid regenwater. Het water koelde de buizen in de practicum- en computerruimtes en spoelt de wc's.

## Renovatie
Het was lastig om de installaties in het gebouw op peil te houden, er waren regelmatig lekkages en het bleek lastig te zijn om de temperatuur te regelen. In 2016 is een start gemaakt met een renovatie die in februari 2018 gereed kwam. Een van de duurzame maatregelen was het plaatsen van een nieuwe klimaatinstallatie met warmteterugwinning, led-verlichting en aansluiting op een warmte-koudeopslagsysteem.